# Полковниче (Білоцерківський район)
Полко́вниче (кол. Полко́внича Слобода, Полко́вничий хутір) — село в Україні, у Білоцерківському районі Київської області, у складі Ставищенської селищної громади. Розташоване за 15 км на північ від смт Ставище та за 5 км від автошляху М05. Населення становить 416 осіб.

## Історія

### XVIII — ХІХ ст.

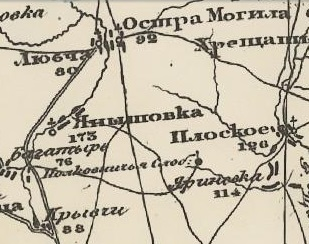
Полковнича Слобода 1832 р.

Чи не вперше помічаємо село на спеціальній карті Західної частини Росії 1826-1840 рр. під назвою Полковнича Слобода з позначкою каплиця.
Селяни Полковничого брали активну участь у Київській козаччині 1855 року, за що були жорстоко покарані.
В «Сказаниях о населенных местностях Киевской губернии» Лаврентій Похилевич описує село Полковниче наступним чином:
|  | К церкви Янишовской (сучасне село Іванівка) причислена того же владения деревня Полковнича, в 5-ти верстах от Янишовки и в 3-х от Ясиновки стоящая. Она лежит при болоте Цецилии. Жителей имеет 207. |

Полковничий хутір входило до Кривецької волості Таращанського повіту Київської губернії. 
За даними дослідження, яке проводилось управліннями статистики Міністерства внутрішніх справ Російської імперії, за дорученням статистичної ради наведено наступні характеристики села: «деревня», колишнє володіння, при болоті Цецилія, дворів 40, жителів 286, часовня. 

### ХХ ст.
В «Списокъ населенныхъ мѣстъ Кіевской губерніи» 1900 року знаходимо більш детальну інформацію про село:
|  | Деревня Полковничій-Хуторъ (владельческая). Въ ней дворовъ - 87, жителей обоего пола - 509 чел., изъ нихъ мужчинъ - 279 и женщинъ - 230. Главное занятіе жителей - хлҍбопашество; кромҍ того крестьяне отправляются на заработки въ Херсонскую губернію. Разстояніе от уҍздного города до деревни 25 вер., отъ ближайших: железнодорожной станціи - 32 версты, телеграфной и почтовой (земской) - 12 верстъ. Железнодорожная станція носитъ названіе Белая - Церковъ. Телеграфная и почтовая (земская) станціи находятся въ м. Ставищахъ. Въ деревне числится земли 413 дес., изъ нихъ принадлежитъ: помещикамъ - 140 десят., крестьянамъ 342 десятины и другимъ сословіямъ - 31 десятина. Деревня принадлежит Владиславу Браницкому. Хозяйство въ имҍніи ведетъ Александръ Чернецкій. Хозяйство ведется по трехпольной системҍ. Въ деревнҍ имҍются: 1 православная церковь, 1 школа грамоты, 5 ветряныхъ мельницъ и 1 кузница. Продовольственный капиталъ къ 1 января 1900 года достигъ суммы въ 1158 руб. |

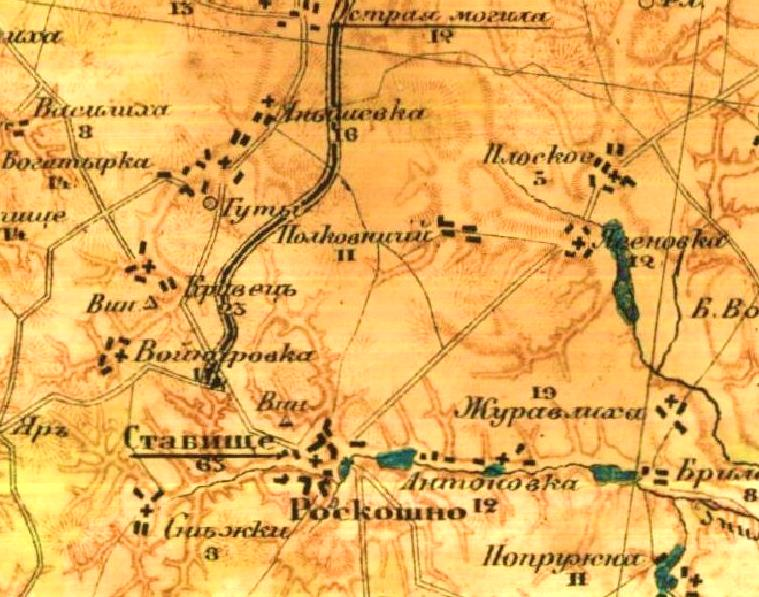
Полковниче 1917р. 110дв.

На військовій топографічній карті 1917 року під назвою села вказана кількість населення у кількості 110 дворів (на карті число дворів в 10-х), що вказує про значний приріст населення протягом останніх 10-ть, але події після 1917 року негативно впливають на демографічну статистику села.

### Голодомор 1932—1933рр.

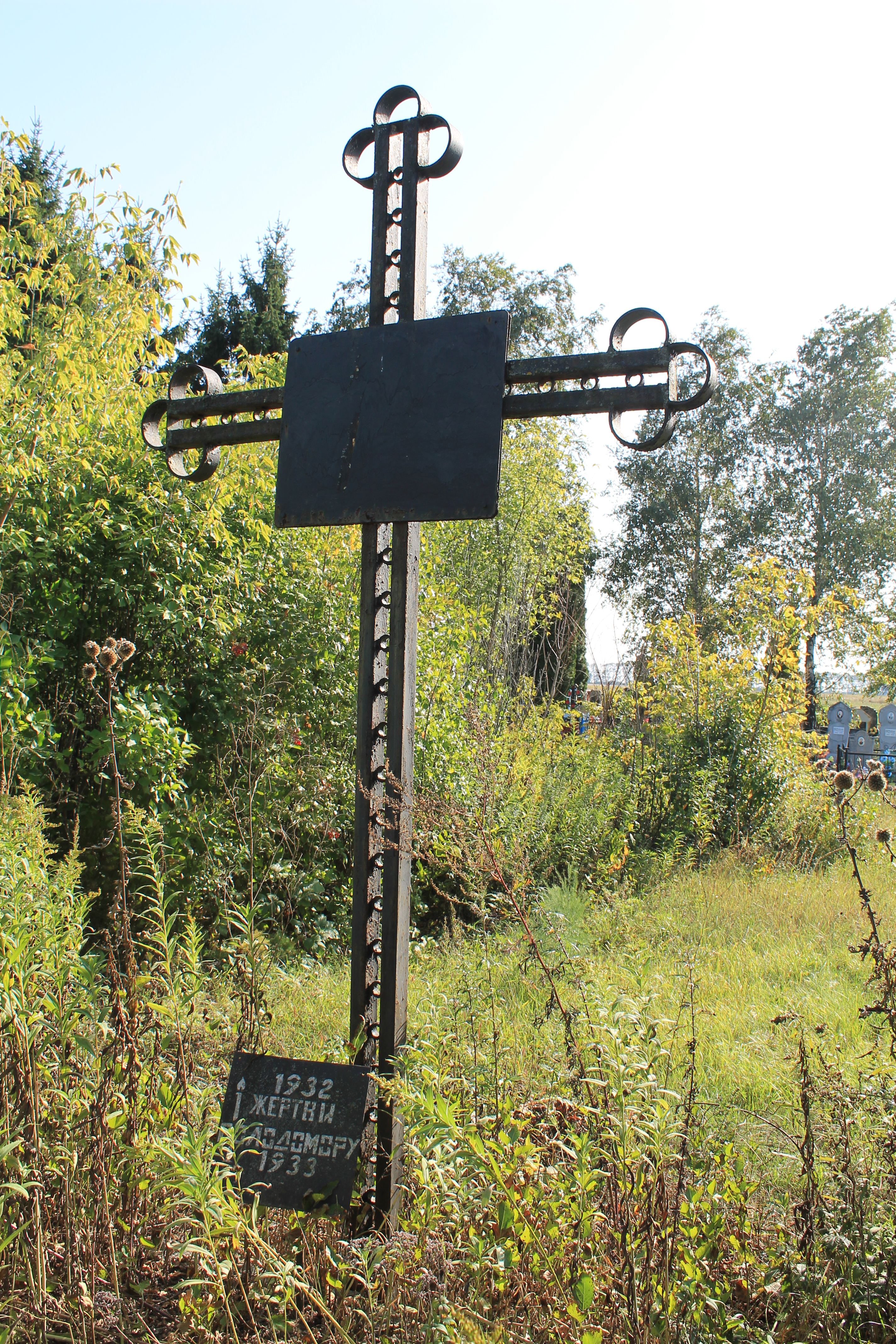
Пам'ятний хрест жертвам Голодомору, село Полковниче, на кладовищі

Загальна кількість померлих від Голодомору, чиї прізвища встановлено - 205 чол. Очевидці трагедії пригадали прізвища й імена 163 померлих від голоду, ще 42 записи про смертність у селі в січні-жовтні 1932 року збереглись в обласному державному архіві. В селі на місці масових поховань померлих від голоду встановлено пам'ятний хрест.

### Друга світова війна

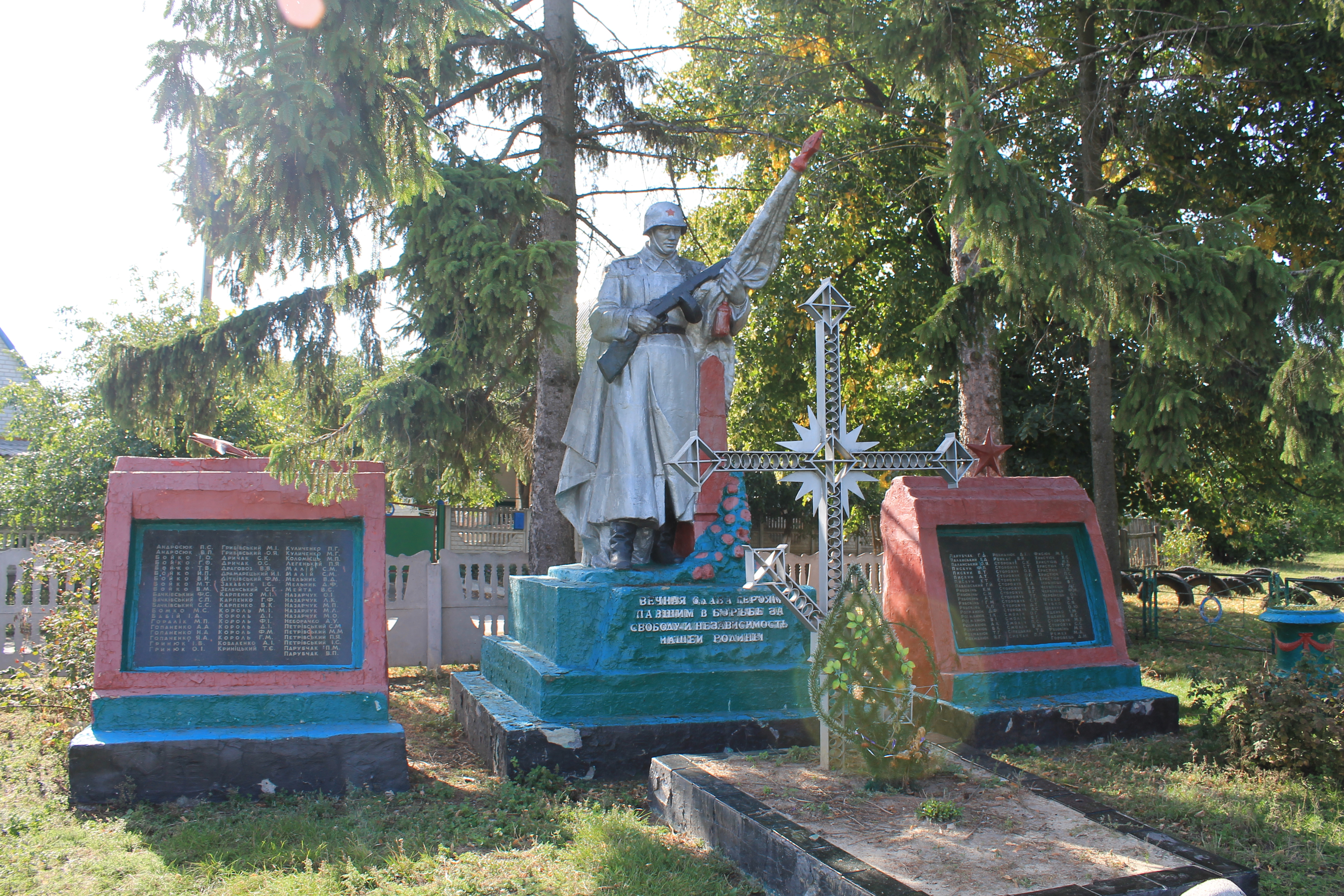
Пам'ятник воїнам-односельцям, які загинули в роки Великої Вітчизняної війни

Протягом другої половини липня - на початку серпня 1941 року в ході наступу нацистських військ груп армій «Південь» були зайняті селище та населені пункти Ставищенського району. Запанував окупаційний режим протягом якого на невільницькі роботи було відправлено 2449 юнаків і дівчат Ставищенщини.
Починаючи з 1942 року місцеве населення розгорнуло боротьбу проти гітлерівців. У вересні 1942 року на території району став діяти  партизанський загін ім.Чкалова, що налічував 39 бійців. Його очолив Б. Куземний, який загинув 7 серпня 1943 року. Командиром загону став І. Карташов. Партизани базувались в урочищі Цицилія, що прилягало до села Полковничий Хутір. Загін провів 37 бойових операцій, знищивши значну кількість живої сили противника, бойової техніки окупантів. Серед активних партизанів загону були жителі Ставища В.К.Римар, П.А.Шило, П.І.Зленко, Ф.П.Орел та інші. У 1943 році в районі діяла група на чолі з І.Возбранним. Згодом вона влилася до партизанського загону ім.Чкалова.
Гітлерівці жорстоко розправлялись з партизанами. 31 грудня 1943 року за допомогу партизанам було знищено 73 мешканців села Полковничий Хутір та спалено більшість помешкань.

### Радянська влада
При радянській владі село Полковниче було підпорядковане сільській раді села Ясенівка. В селах Ясенівці та Полковничому був розміщений колгосп «Арсенал», що мав 2991 га сільськогосподарських угідь, у тому числі 2586 га орної землі. Виробничий напрям — зерново-тваринницький, провідна технічна культура — цукрові буряки. 12 передовиків колгоспного виробництва нагороджені орденами й медалями СРСР. Зокрема О. В. Сторожук — орденом Леніна.
Біля села наявні кургани.

### Незалежна Україна
В селі діє: 
- ТОВ «Хорш Україна», вул. Поповича, буд. 35, яке займається гуртовою торгівлею сільськогосподарськими машинами та устаткуванням;
- ТОВ «РОПА Україна» — гуртова торгівля сільськогосподарською технікою;
- ТОВ «Полковничий хутір» — вирощування зернових і технічних культур;
- Фермерське господарство «Сівач»;
- Фермерське господарство «Золота царина».

Освіта: Полковницький НВК "загальноосвітня школа І-ІІ ступенів-дитячий садок" Ставищенської районної ради Київської області, вул. Поповича, 1.      Заклади культури, спорту: сільський будинок культури, вул. Поповича, 15. Сільська бібліотека, вул. Поповича, 15. Відділення поштового зв'язку, вул. Поповича, 15. Конфесійні громади: Українська православна церква, протоієрей Поляков Микола Васильович.

### Природно-заповідний фонд
- Гідрологічний заказник місцевого значення «Цицилія»

## Населення

### Мова
Розподіл населення за рідною мовою за даними перепису 2001 року:
| Мова       | Кількість | Відсоток |
| ---------- | --------- | -------- |
| українська | 388       | 96.76%   |
| російська  | 7         | 1.75%    |
| вірменська | 4         | 1.00%    |
| румунська  | 2         | 0.49%    |
| Усього     | 401       | 100%     |